# Christopher Lethbridge (alcalde)

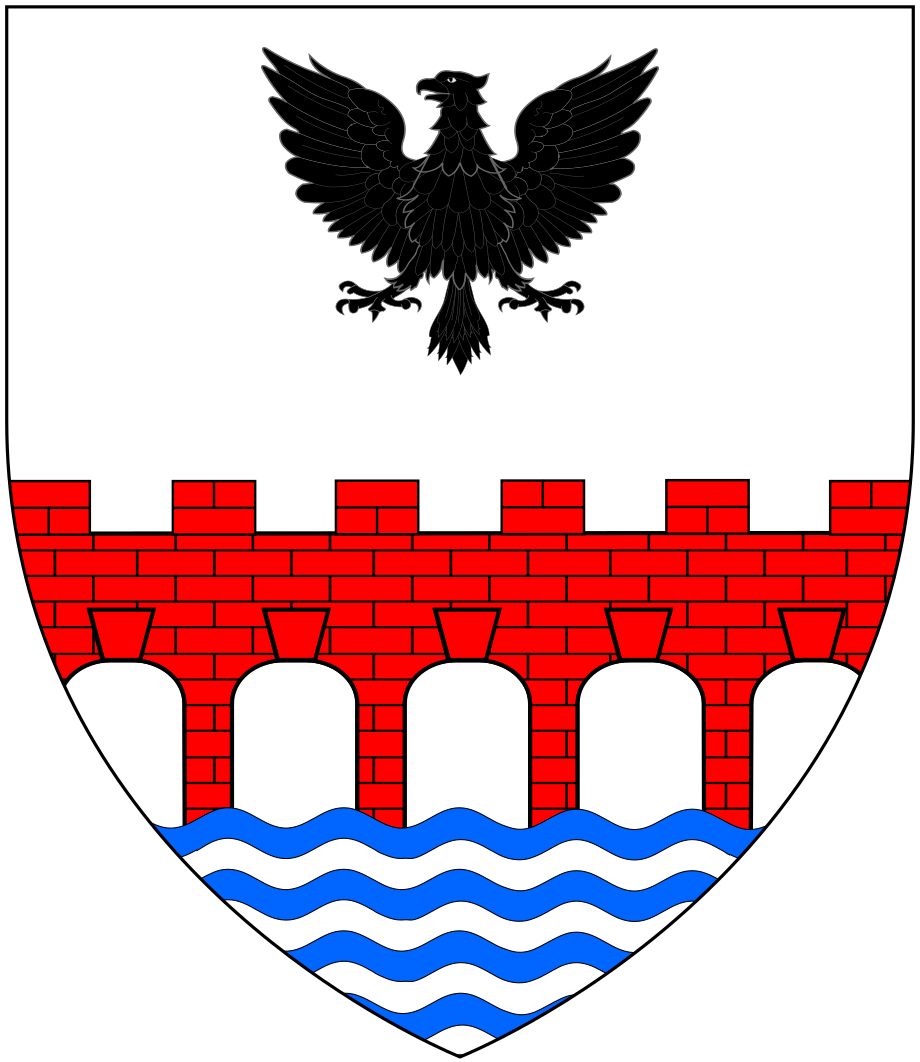
Armas parlantes de Lethbridge, como se ven en los monumentos murales en la Iglesia de Santa María Arches, Exeter, a Christopher Lethbridge (fallecido en 1670), Alcalde de Exeter, y a su sobrino Christopher Lethbridge (fallecido en 1713) de Westaway en la Iglesia de Pilton, North Devon: En plata, sobre agua en su color natural, un puente de cinco arcos almenado de gules, en jefe un águila desplegada de sable. Se dice que el águila representa el cognomento del cuervo en el estandarte del rey nórdico Ragnar Lodbrok (alias Lethbroke, etc.), el supuesto antepasado de la familia que invadió Gran Bretaña.

Christopher Lethbridge (fallecido en 1670) de Exeter en Devon, fue alcalde de Exeter en 1660, y es uno de los Hombres Distinguidos de Devon del biógrafo John Prince (1643-1723). Su monumento mural sobrevive en St Mary Arches Church, Exeter.

## Orígenes
Nació en Walson, una finca mencionada en el Libro Domesday de 1066, en la parroquia de Clannaborough, al norte de Okehampton y Crediton en Devon. La parroquia de Clannaborough colindaba al suroeste con las parroquias de Bow, alias Nymet Tracy, y de Broad Nymet, de la cual era señor del manor en su muerte. Walson Barton está situado entre los pueblos de Bow y Nymet Tracy. Prince no registró sus padres, sin embargo, está registrado en las Visitas Heráldicas de Devon que Robert Lethbridge de Nimet Tracy se casó con Alice Knapman, hija de Alexander Knapman de Throwley, Devon, probablemente alrededor de 1600-20.

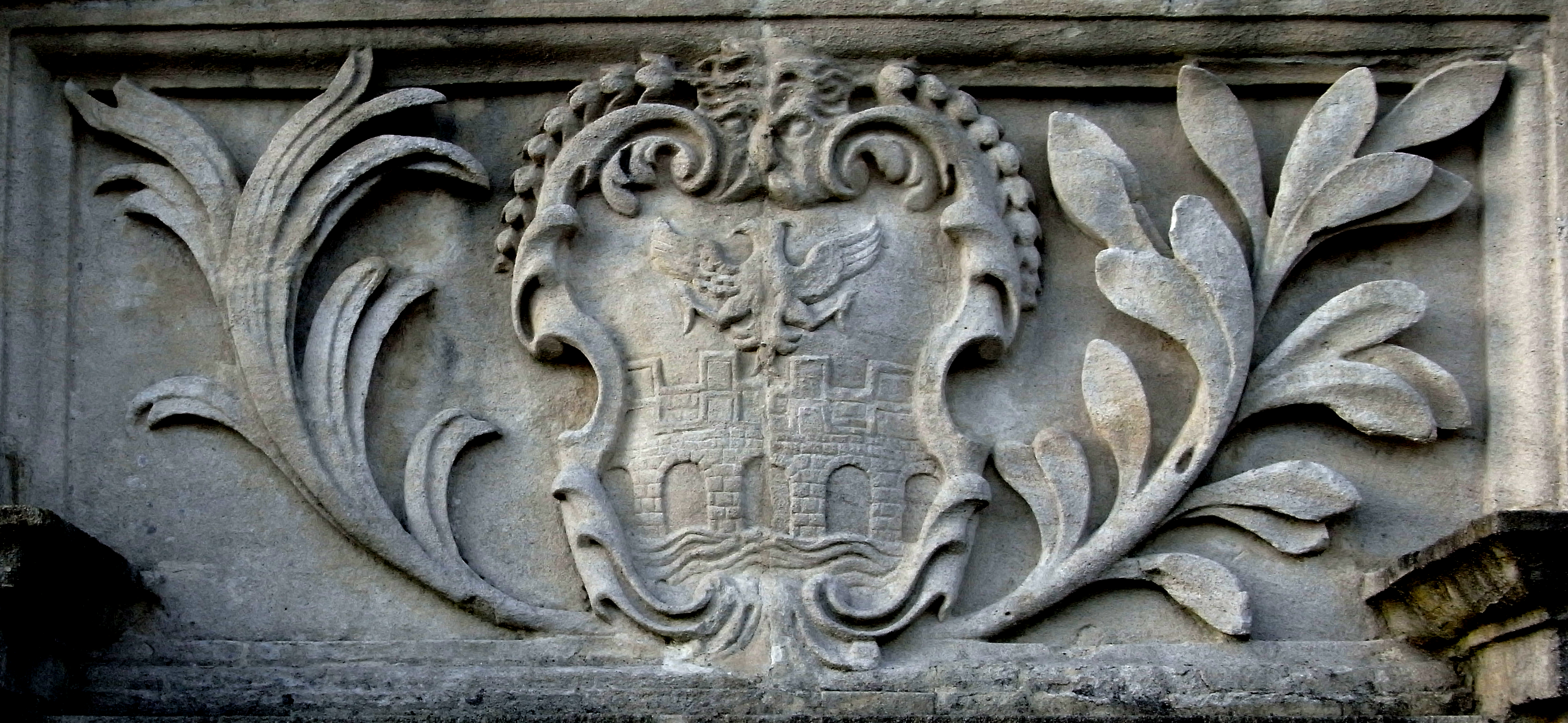
Escudo de armas de Lethbridge, circa 1709-13, Queen Anne's Walk, Barnstaple, North Devon: De plata, sobre agua en su color un puente de cinco arcos almenado de gules y sobre el arco central una torreta en jefe un águila desplegada de sable cargada en el pecho con un bezante. Armas de Christopher Lethbridge (m.1713) de Westaway en la parroquia de Pilton. Era el suegro de Robert Incledon, quien supervisó la construcción de la estructura.

### Otras ramas
Existieron otras ramas de la familia Lethbridge en las siguientes localidades de Devonshire:
- Deckport, en la parroquia de Hatherleigh en Devon, una casa señorial isabelina en la que sobreviven dos chimeneas originales con estuco.
- Westaway, en la parroquia de Pilton, la residencia de Christopher Lethbridge (fallecido en 1713), sobrino del alcalde. Sus descendientes fueron creados baronetes en 1804.

## Orígenes más antiguos
Se supone que la familia Lethbridge desciende de Ragnar Lodbrok (alias Lethbroke, etc.), un rey y personaje de saga nórdico de dudosa historicidad, posiblemente una amalgama de varios personajes históricos del siglo IX.

### Leyenda 1
El origen de la familia Lethbridge se atribuye, según la leyenda (debido a las "fantasías de monjes melancólicos", según el historiador Sir Winston Churchill, padre del primer duque de Marlborough), a "Lethbroke, un noble danés", quien, al perder su halcón mientras cazaba junto al mar, se subió a un pequeño bote para seguirlo y fue llevado por el viento a la costa de Norfolk en Rodham. Fue recibido por el rey Edmund, cuyo trato hacia él despertó los celos de Beric, el halconero real. Beric asesinó a Lethbroke, pero el cuerpo enterrado fue encontrado por su perro spaniel, y fue condenado por el crimen. Su castigo fue ser puesto en el propio bote de Lethbroke y ser puesto a la deriva. Por casualidad, no solo derivó de regreso a Dinamarca, sino que llegó al mismo lugar donde Lethbroke había embarcado. Fue capturado por los daneses locales, quienes reconocieron el bote de Lethbroke y a quienes informó falsamente que Lethbroke había sido asesinado por el rey Edmund. Al escuchar la historia, el rey de Dinamarca despachó una fuerza invasora a Inglaterra, comandada por los dos hijos de Lethbroke, Hunga y Hubba. Las hermanas de este último hicieron una bandera que sería llevada por sus hermanos, bordada con un cuervo negro o un águila. Así, un águila desplegada de sable aparece en los escudos de armas de Lethbridge.

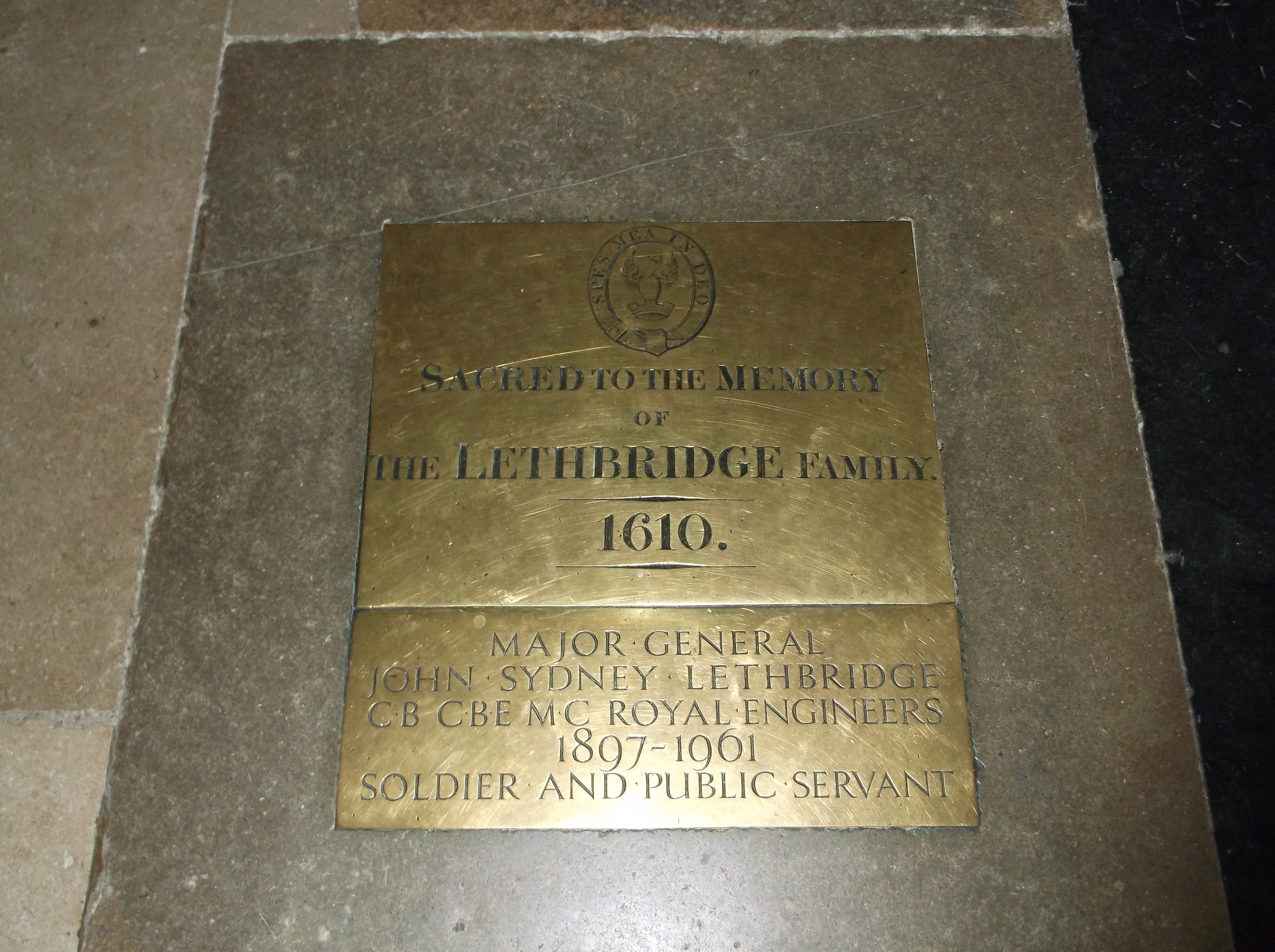
Latón monumental, Catedral de Exeter, en memoria de la familia Lethbridge

### Leyenda 2
Sir Winston Churchill de Devon afirmó los verdaderos orígenes de la siguiente manera: Reigner, Rey de Noruega, fue expulsado de su reino por Harold, Rey de Dinamarca, y se dedicó a la piratería. Durante uno de sus muchos saqueos en la costa noreste de Inglaterra, naufragó frente a Norfolk y fue capturado por la población local, que lo mató y mientras arrastraban su cuerpo en burla, "lo llamaron en desprecio Lothbroc, que significa "pantalón de cuero", por el material de sus pantalones. Pronto fue vengado por tres de sus hijos, Ivor, Hungar y Hubbo, quienes, como hijos menores según la costumbre nórdica, habían sido desterrados de su propio país para ganarse la vida en el extranjero, e invadieron Inglaterra cerca de Appledore en North Devon. "Como jóvenes cuervos expulsados de sus nidos, tomaron ese pájaro como su insignia, que siendo bordado por sus hermanas vestales en una bandera, consagrada después de los horribles ritos de su superstición pagana (que lo convertían, como creía la gente común, en imposible de ser tomado) lo erigieron como el estandarte real, llamándolo por el nombre de "Reafan", es decir, el cuervo". El estandarte del cuervo inspiró a los invasores con "un valor más que humano", pero fue insuficiente para derrotar a los ingleses en la batalla que se supone tuvo lugar en Hubbleston o "Roca de Hubba", entre los pueblos de Northam y Bideford en North Devon.

## Carrera
Según las palabras de Prince: "Fue criado en la Ciudad de Exeter en el lucrativo oficio de comerciante de comestibles, en el ejercicio del cual prosperó tan bien, por la bendición de Dios sobre su industria, que 'ascendió a una considerable riqueza y fortuna". En 1660 fue nombrado alcalde de Exeter, "el más alto cargo de magistratura en esa antigua y leal ciudad". "Dios se dignó bendecirlo con un considerable patrimonio".

## Matrimonio e hijos
Se casó con Mary Jurdaine (también conocida como Jourdain) (fallecida en 1659), con quien tuvo diez hijos, de los cuales solo una hija y heredera única sobrevivió a su padre:
- Joan Lethbridge, quien se casó con William Trevill (fallecido en 1680) de Budockshed (también conocido como Butshead, Budokeside, etc.)[9] en la parroquia de St Budeaux cerca de Plymouth, Devon. Solo quedan restos de la mansión Trevill de Budockshed, unos pocos arcos de granito y muros exteriores. Los Trevill eran ricos comerciantes de Plymouth que habían comprado la mansión de St Budeaux a Sir Arthur Gorges. Con su esposo tuvo hijos, incluyendo un hijo Lethbridge Trevill (fallecido en 1699) y dos hijas.[7] La familia Trevill está conmemorada por el nombre de una calle en Plymouth. En la iglesia de St Budeaux, debajo de un elaborado monumento a miembros anteriores de la familia Trevill, hay una losa con la siguiente inscripción:[10]

"También aquí yace el cuerpo de William Trevill de Butshead, Esq., padre de Lethbridge Trevill, quien partió de esta vida el 18 de mayo de 1680. También aquí yace el cuerpo de Lethbridge Trevill, hijo de William Trevill de Butshead, Esq., quien partió de esta vida el 27 de febrero de 1699".

## Muerte y entierro
Falleció en 1670, dejando un testamento fechado el 17 de noviembre de 1669 en el que se describía a sí mismo como "comerciante, de Exeter".

## Monumento
Su monumento mural erigido por su hija Joan sobrevive en la pared norte de la iglesia de St Mary Arches Church, Exeter. Descrito por Pevsner como "arquitectónico, con marmoleado gris pintado y otros colores originales revelados por una limpieza reciente". Exhibe en la parte superior las armas Argent, sobre agua natural, un puente de cinco arcos almenado de gules en jefe un águila desplegada de sable (Lethbridge) impaling Azure semée de cross-crosslets fitchée, un león rampante o un jefe del último (Jourdain/Jurdaine). Está inscrito en latín e inglés de la siguiente manera:

"Piae memoriae Christophori Lethbridge, Armigeri, huius civitatis nuper Praetoris, simul ac Mariae uxoris eius qui post varia pietatis et charitatis officia summa fidelitate peracta placide in Domino obdormiverunt: haec 15 Maii Anno Do(mi)ni 1659; ille 28 Julii Annoq(ue) Domini 1670."

Lo cual se traduce como:

"A la piadosa memoria de Christopher Lethbridge, Esquire, recientemente Alcalde de esta ciudad, y también de Mary su esposa, quienes después de haber llevado a cabo varios oficios de piedad y caridad con la más alta fidelidad, ambos se durmieron plácidamente en el Señor: él el 15 de mayo del año de Nuestro Señor 1659; ella el 28 de julio del año de Nuestro Señor 1670".

A continuación, siguen dos versos, uno para cada miembro de la pareja, primero para Mary:

"Lector, si más que el nombre deseas escuchar, Para quien aparece así este sepulcro, Los hombres sobrios, rectos y piadosos,Te dirán que ella fue uno como ellos: Una esposa virtuosa, su ayuda más adecuada, Antes la hizo vestir su sudario; Con diez hijos fueron bendecidos, Uno aún sobrevive y nueve descansan."

Segundo, para Christopher:

"¿Falló esta tu curiosidad? Entonces observa sus obras de caridad: A los pobres él ayudaba y alivia, Dios le dio un corazón para dar. De aquí puedes sacar provecho, Tómalo como ejemplo para ti. No te quedes mirando para alimentar tus ojos, Dale a Dios la alabanza y haz lo mismo".

A continuación, está inscrito en latín:

Johanna filia et heres unica superstes uxor Gulielmi Trevill de Butshead, Ar(migeri) in maerore(?) posiut, quae obiit 5o (i.e. quinto) Julii Ao Dom(ini) 1706 "Johanna su hija única y heredera sobreviviente, la esposa de William Trevill de Butshead, Esquire, colocó esto en su dolor, que falleció el 5 de julio del año de Nuestro Señor 1706".

## Legados caritativos
Almshouse en Exeter
Por su último testamento fechado el 17 de noviembre de 1669, fundó una casa de beneficencia para seis personas pobres dentro de la puerta sur de la Ciudad de Exeter, en la parroquia de La Santísima Trinidad. Les proporcionó la suma anual de £15 y 12 chelines.

### Anualidad de Nymet Tracy
Por su testamento también dejó una anualidad de £5 y 10 chelines provenientes de su mansión y granja de Broad Nymet (cerca de Nymet Tracy), con la cual los mayordomos de la iglesia debían comprar "un tipo de pan medio" cada domingo del Señor para 24 "pobres de la parroquia de Bow al(ia)s Nymett Traceye (que) van a la iglesia y permanecen allí cada domingo del Señor durante el tiempo del servicio divino y el sermón (si lo hay)". Las estipulaciones del legado se registran de la siguiente manera en un gran tablero de anuncios del siglo XIX que sobrevive dentro de la torre campanario de la Iglesia de Bow.

"Christopher Lethbridge de la Ciudad de Exon, Comerciante, por su último testamento fechado el 17 de noviembre de 1669 dio a los pobres de la parroquia de Bow al(ia)s Nymet Tracy en el condado de Devon, una anualidad o renta anual de cinco libras y diez chelines, pagaderos trimestralmente para siempre que salga del señorío de Broad Nymet en el mencionado condado de Devon y se destine a un tipo medio de pan y se dé a veinticuatro personas pobres de Bow al(ia)s Nymet Tracy antes mencionadas por los mayordomos de la iglesia de la mencionada parroquia en partes iguales cada domingo del Señor. Pero no se dará a nadie que no asista a la iglesia y permanezca allí cada domingo del Señor durante el tiempo del servicio divino y el sermón, si lo hay, a menos que no puedan venir allí debido a alguna enfermedad o dolencia".

Su sobrino Christopher Lethbridge (1610 - 1670)  nació en Walson, cerca de Bow, pero forma parte de la parroquia de Clannaborough. El monumento a él y a su primera esposa, María de soltera Jourdain, se encuentra en el muro norte de la antigua iglesia de St Mary Arches Church en Exeter. Tuvieron diez hijos. El monumento fue erigido por la única superviviente, Johanna, esposa de William Trevill.North Devon, cuyo mural monumento "grande y suntuoso" sobrevive en la Iglesia de Pilton, también legó una anualidad para la misma causa, en la suma de 26 chelines, para ser contribuida como 12 peniques de pan semanalmente entre Todos los Santos y el 3 de mayo o el día de San Bartolomé. Esto también está registrado en el tablero de caridad en la iglesia.